# Ньюрі (Пенсільванія)
Ньюрі (англ. Newry) — місто (англ. borough) в США, в окрузі Блер штату Пенсільванія. Населення — 230 осіб (2020).

## Географія
Ньюрі розташоване за координатами 40°23′36″ пн. ш. 78°26′9″ зх. д. / 40.39333° пн. ш. 78.43583° зх. д. (40.393325, -78.435719).  За даними Бюро перепису населення США в 2010 році місто мало площу 0,25 км², уся площа — суходіл.

## Демографія
Згідно з переписом 2010 року, у селищі мешкало 270 осіб у 118 домогосподарствах у складі 67 родин. Густота населення становила 1063 особи/км².  Було 121 помешкання (476/км²).
Расовий склад населення:
| - 96,7 % — білих - 0,4 % — вихідців з тихоокеанських островів - 0,4 % — чорних або афроамериканців |

До двох чи більше рас належало 2,6 %. Частка іспаномовних становила 1,1 % від усіх жителів.
За віковим діапазоном населення розподілялося таким чином: 25,2 % — особи молодші 18 років, 58,5 % — особи у віці 18—64 років, 16,3 % — особи у віці 65 років та старші. Медіана віку мешканця становила 37,2 року. На 100 осіб жіночої статі у селищі припадало 92,9 чоловіків;  на 100 жінок у віці від 18 років та старших — 92,4 чоловіків також старших 18 років.
Середній дохід на одне домашнє господарство  становив 44 371 долар США (медіана — 30 556), а середній дохід на одну сім'ю — 56 051 долар (медіана — 38 750). За межею бідності перебувало 22,1 % осіб, у тому числі 25,7 % дітей у віці до 18 років та 24,0 % осіб у віці 65 років та старших.
Цивільне працевлаштоване населення становило 139 осіб. Основні галузі зайнятості: освіта, охорона здоров'я та соціальна допомога — 31,7 %, мистецтво, розваги та відпочинок — 18,0 %, роздрібна торгівля — 15,1 %.